# جیمز یاپ (بازیکن بسکتبال، زاده ۱۹۳۳)
جیمز یاپ (انگلیسی: James Yap؛ ۲۶ سپتامبر ۱۹۳۳ – ۲۰۰۳) بازیکن بسکتبال اهل تایوان بود. وی در بازی‌های المپیک تابستانی ۱۹۵۶ شرکت کرده‌است.